# Charles Dumont (chanteur)
Pour les articles homonymes, voir Charles Dumont et Dumont.
Charles Dumont, né le 26 mars 1929 à Cahors et mort le 18 novembre 2024 à Paris, est un auteur-compositeur-interprète français.
Il est notamment connu pour sa collaboration avec Édith Piaf, pour avoir composé certains de ses plus grands succès, tels Non, je ne regrette rien ou Mon Dieu. Il a également composé pour Barbra Streisand, Dalida et Tino Rossi.

## Biographie

### Formation et débuts
Né en mars 1929 à Cahors, Charles Dumont est trompettiste de formation,. Après avoir entendu les enregistrements de Louis Armstrong, il se passionne pour le jazz. Il compose aussi, sous son nom ou sous des pseudonymes, et développe une collaboration fidèle avec le parolier Michel Vaucaire.

### Non, je ne regrette rien
Ainsi, Charles Dumont et Michel Vaucaire écrivent, en 1956, Non, je ne regrette rien, mais n'obtiennent un rendez-vous avec Édith Piaf que le 5 octobre 1960, rencontre entrée dans la légende. Édith Piaf est malade et souffre. Charles Dumont n'a encore jamais conclu avec elle et a déjà vu précédemment trois de ses propositions rejetées. Édith Piaf le juge trop caricatural. Mais, ce jour-là, les trois savent, en échangeant autour de cet hymne à la vie qu'est Non, je ne regrette rien, que cette vie se termine peut-être bientôt pour la chanteuse et que cette chanson a une résonance particulière.
« Non ! Rien de rien / Non ! Je ne regrette rien / Ni le bien qu'on m'a fait / Ni le mal, tout ça m'est bien égal » disent les paroles de ce projet de chanson. Dumont l'interprète devant Piaf, ses paroles la touchent et il réussit à la convaincre de mettre ce titre à son répertoire.
Édith Piaf l'enregistre le 10 novembre 1960 et le chante à l'Olympia dès le 29 décembre 1960, avec de la morphine pour soulager ses douleurs et tenir sur scène. C'est un succès. Il lui propose d'autres mélodies, comme Mon Dieu ou encore Les Flonflons du bal, cette même année 1960. « Ma mère m’a mis au monde, mais Édith Piaf m’a mis dans le monde », dira-t-il.
S'ensuit une importante contribution au répertoire de la chanteuse : plus d'une trentaine de titres, dont Les Amants qu'Édith Piaf et Charles Dumont écrivent et chantent conjointement. En 1963, il compose pour elle Je m'en remets à toi, sur des paroles de Jacques Brel. Édith Piaf meurt avant d'avoir pu l'enregistrer et Charles Dumont l'enregistre en 1964. Il l'intégrera, en 2007, dans le spectacle Piaf, je t'aime, interprété à l'Olympia par la chanteuse Marie Orlandi.

### Diversification
Charles Dumont compose également pour la télévision, Michel Vaillant, en 1967, et le cinéma, dont Trafic de Jacques Tati, en 1971, et Parade du même réalisateur, en 1974.
Cette même année, il rencontre la chanteuse américaine, Barbra Streisand, qui reprend Le Mur en français et en anglais, et en fait un tube. Ses mélodies sont adoptées par Dalida ou Tino Rossi, mais aussi par Gloria Lasso ou Luis Mariano.
Charles Dumont commence, dans les années 1970, une carrière de chanteur plus personnelle et interprète lui-même ses compositions où l'amour et les femmes tiennent une place de choix, aux dépens de ses chansons contestataires : ses titres Une chanson (1977) et Les Amours impossibles (1978) sont disques d'or. Autres chansons connues dans le même thème : Toi la femme mariée et Ta Cigarette après l'amour,.

### Reconnaissance
L'Académie française lui décerne le prix Henry-Jousselin, en 1987, pour l'« ensemble de ses chansons ». Il se voit aussi décerner le prix de l'académie Charles-Cros, en 1973, pour son disque Une femme,.
Les 28 et 29 mars 2004, il fête ses cinquante ans de carrière au Bataclan à Paris.

### Dernières années
En 2005, Charles Dumont rencontre les arrangeurs et producteurs Jean Lahcène et Lionel Ducos, avec lesquels il réalise trois albums, Passionnément, Je t'invite et Les Incontournables, sortis chez Socadisc. Lionel Ducos réalise un vidéo-clip extrait de l'album Je t'invite. Par la suite, il donne quatre concerts à l'Olympia, titrés Je suis venu te dire au revoir et produits par Michel Habert pour MHO.
En 2010, il fait partie de la tournée Âge tendre et têtes de bois (cinquième saison), au côté notamment de Michèle Torr, Sheila, Hervé Vilard, Georgette Lemaire et Alain Turban.
En 2018, il travaille avec l'orchestre philharmonique de Besançon dirigé par Pascal Vuillemin à la préparation de deux concerts au Grand Kursaal de Besançon les 22 et 23 septembre 2018. Il programme parallèlement un concert à Bobino.
En 2019, il donne le récital La Tour Eiffel en musique - Chantez !, au salon Gustave Eiffel de la tour Eiffel, les 3 et 4 octobre, à l'occasion de la sortie de son dernier album L'Âme sœur, accompagné par le musicien et arrangeur Frédéric Andrews. C'est sa dernière prestation sur une scène.

### Mort
Charles Dumont meurt dans la nuit du 17 au 18 novembre 2024 dans le 6e arrondissement de Paris,,,, à l'âge de 95 ans. Ses obsèques se tiennent le 26 novembre à Tourgéville (Calvados), localité de sa résidence secondaire, suivies par l'inhumation au cimetière communal.

## Décorations
- Officier de la Légion d'honneur (2015)[11] ; chevalier (1984)[11].
- Commandeur de l'ordre des Arts et des Lettres (2011)[12].

## Discographie

### Albums studio
- 1964 : À faire l'amour sans amour
- 1972 : Intimité
- 1973 : Une femme
- 1974 : Concerto pour une chanson (Il n'est pas mort l'amour)
- 1975 : L'Or du temps
- 1976 : Elle ; Une chanson
- 1977 : Lettre à une inconnue
- 1978 : Les Amours impossibles
- 1979 : Ça nous ressemble
- 1980 : Un homme tout simplement
- 1981 : Les Chansons d'amour
- 1982 : Aime-moi
- 1983 : Souviens-toi… un jour à Édith Piaf
- 1984 : Passion
- 1985 : Volupté
- 1987 : Libre
- 1988 : Le Bout du monde
- 1991 : Elle et lui
- 1992 : Charles Dumont (double album)
- 1996 : Paris, je t'aime
- 2003 : De Piaf à Dumont : Les Mots d'amour
- 2005 : Passionnément
- 2009 : Je t'invite
- 2010 : Ta cigarette après l'amour
- 2012 : Toute ma vie (réenregistrements)
- 2019 : L'Âme sœur

### Albums live
- 1979 : À l'Olympia (enregistrement public)
- 1996 : Chansons pour l'Olympia

### Compositions
- 1956 : Guitare flamenco, Mon cœur va, Gitane, interprétées par Dalida
- 1959 : Pantaleon, interprétée par Annie Cordy, Le Guérillero, interprétée par Luis Mariano
- 1960 : Non, je ne regrette rien, La Ville inconnue, Les Mots d'amour, interprétées par Édith Piaf
- 1961 : Les Amants, La Fille qui pleurait dans la rue, C'est peut-être ça, Mon vieux Lucien, La Belle Histoire d'amour, Mon Dieu, T'es l'homme qu'il me faut, Les flons flons du bal, Marie trottoir, Dans leur baiser, Toujours aimer, Le Billard électrique, Carmen's story, Faut pas qu'il se figure, Qu'il était triste cet Anglais, Polichinelle, Toi, tu l'entends pas, Ça fait drôle, On cherche un auguste, Fallait-il, Une valse, interprétées par Édith Piaf ; Notre amour est en grève, interprétée par Bourvil
- 1962 : Le Diable de la Bastille, interprétée par Édith Piaf ; Je ne sais vraiment plus, Les Rues de mon quartier, La Rigolade, interprétées par Charles Dumont lui-même
- 1964 : La Propriétaire, interprétée par Juliette Gréco
- 1966 : Le Mur, interprétée par Barbara Streisand

### Pour le cinéma ou la télévision
- 1967 : Les Aventures de Michel Vaillant, feuilleton réalisé par Charles Bretoneiche
- 1968 : Gorri le diable, créé par Jacques Celhay, Rodolphe-Maurice Arlaud et Jean Faurez
- 1971 : Trafic, film de Jacques Tati
- 1974 : Parade, film de Jacques Tati
- 1984 : Des grives aux loups, musique de la mini-série diffusée sur Antenne 2 réalisée par Philippe Monnier

## Filmographie
- 2009 : Wapos Bay : The Series - It Came From Out There, de Dennis Jackson : le Français

## Publication
- Non je ne regrette toujours rien, éditions Calmann-Levy, 2012  (ISBN 9782702142721)